# Incilius luetkenii
Espèce
Synonymes
- Bufo luetkenii Boulenger, 1891

Statut de conservation UICN

 LC  : Préoccupation mineure
Incilius luetkenii est une espèce d'amphibiens de la famille des Bufonidae.

## Répartition

Distribution

Cette espèce se rencontre jusqu'à 1 300 m d'altitude :
- sur le versant Pacifique du Chiapas au Mexique ;
- sur le versant Pacifique du Guatemala ;
- au Salvador ;
- sur le versant Pacifique du Honduras jusqu'au centre du pays ;
- sur le versant Pacifique du Nicaragua ;
- dans le nord du versant Pacifique du Costa Rica.

## Description

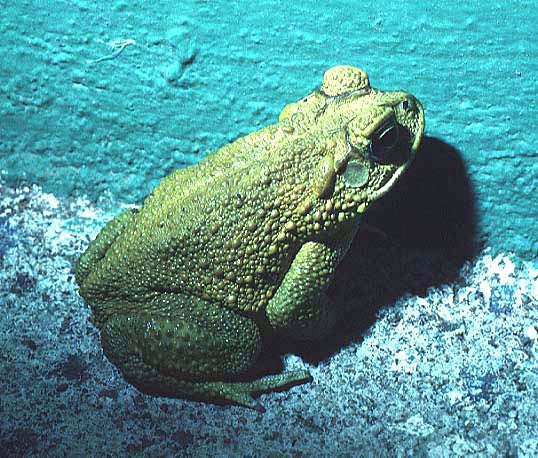
Incilius luetkenii

Les mâles mesurent de 77 à 96 mm et les femelles de 73 à 107 mm.

## Étymologie
Cette espèce est nommée en l'honneur de Christian Frederik Lütken.

## Publication originale
- Boulenger, 1891 : Notes on American Batrachians. Annals and Magazine of Natural History, ser. 6, vol. 8, p. 453-457 (texte intégral).